# Руська народна партія
Руська народна партія, Русско-народна партія або Русская Народная Партія (РНП) — перша суто політична організація галицьких москвофілів, постала 1900 з ініціативи Руської Ради.
РНП мала підтримку з боку намісника і польських партій (зокрема при виборах до парламенту і сейму) задля противаги зростанню українського народного руху. У партії виявилися одразу два напрями: старо- і новокурсники (старорусини і русофіли), що 1909 довели її до остаточного розколу на дві групи.
Її керівним органом став «Народный совет», до складу якого входило вісім осіб, а саме: Богдан Дідицький, Лев Павенцький, Іван Давидович, Василь Давидяк, Володимир Дудикевич, Кирило Черлюнчакевич, Осип Марков, Осип Мончаловський.

## Історія
Неухильне зростання організаційної та політичної сили українофілів у Галичині спричинило поступове ослаблення впливу москвофілів. Сподіваючись загальмувати цей процес, молодше покоління проголосило у 1909 році «новий курс», закликаючи до цілковитого утотожнення України з Росією. Вони заснували Російську національну партію, яка отримала дотації від царського уряду.
На виборах до Райхсрату в 1907 р. партія отримала 5 посольських мандатів, а в 1911 — лише 2.